# 아구스타웨스틀랜드 AW101

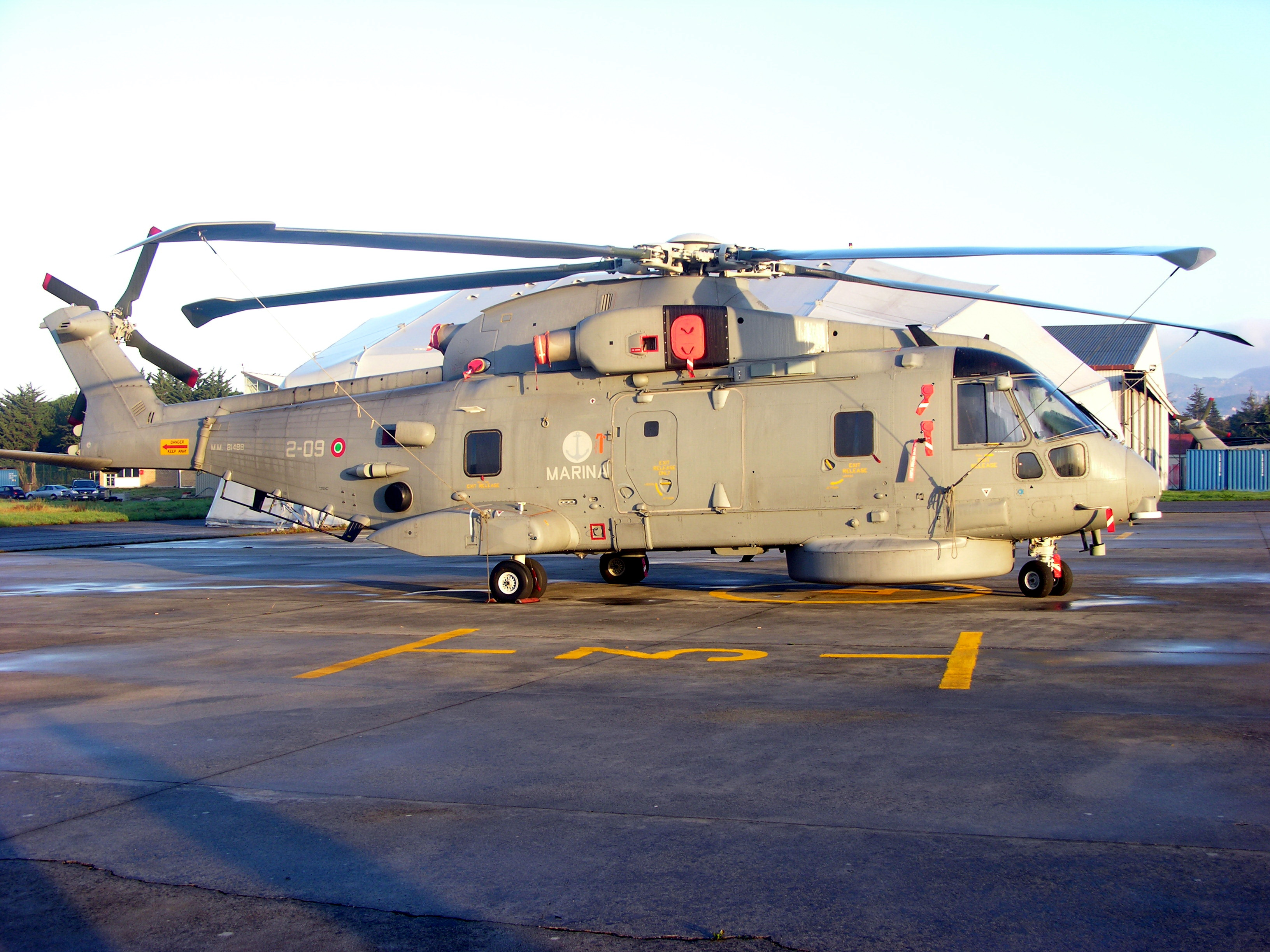
이탈리아 해군의 멀린 대잠전 헬기

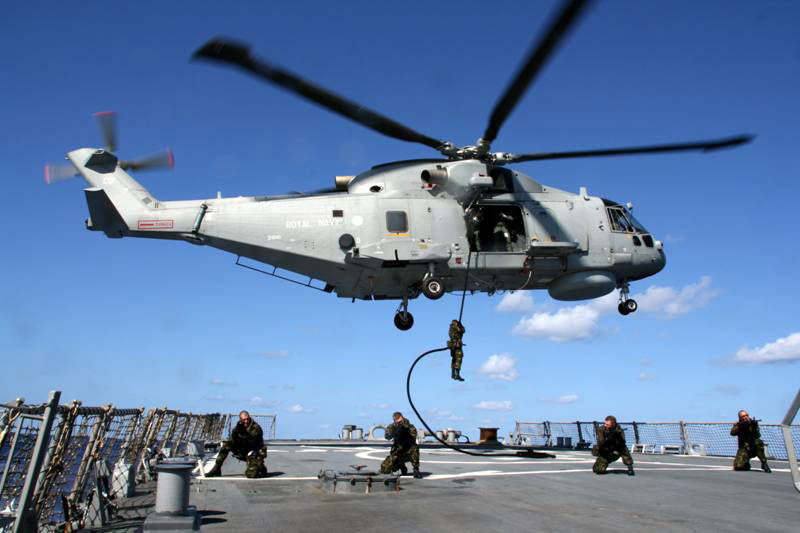
영국 해군의 멀린 대잠전 헬기

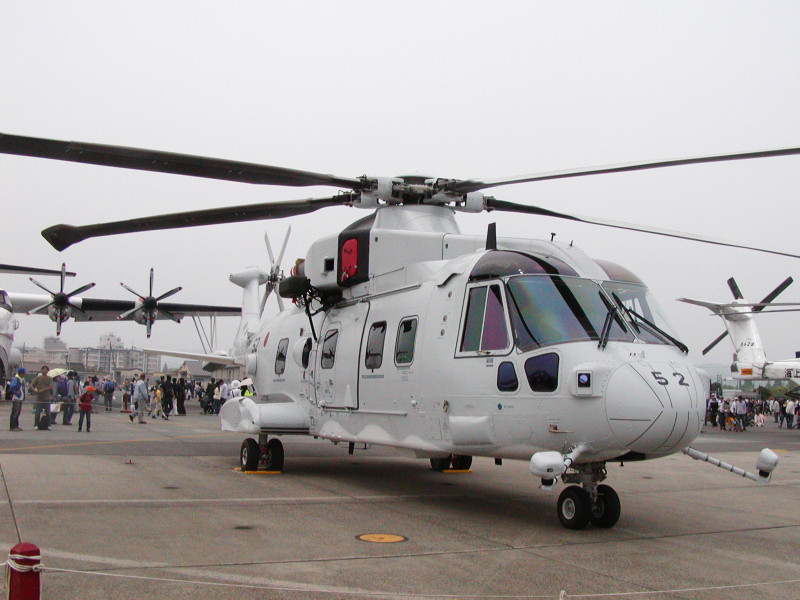
일본 해상자위대의 멀린 헬기

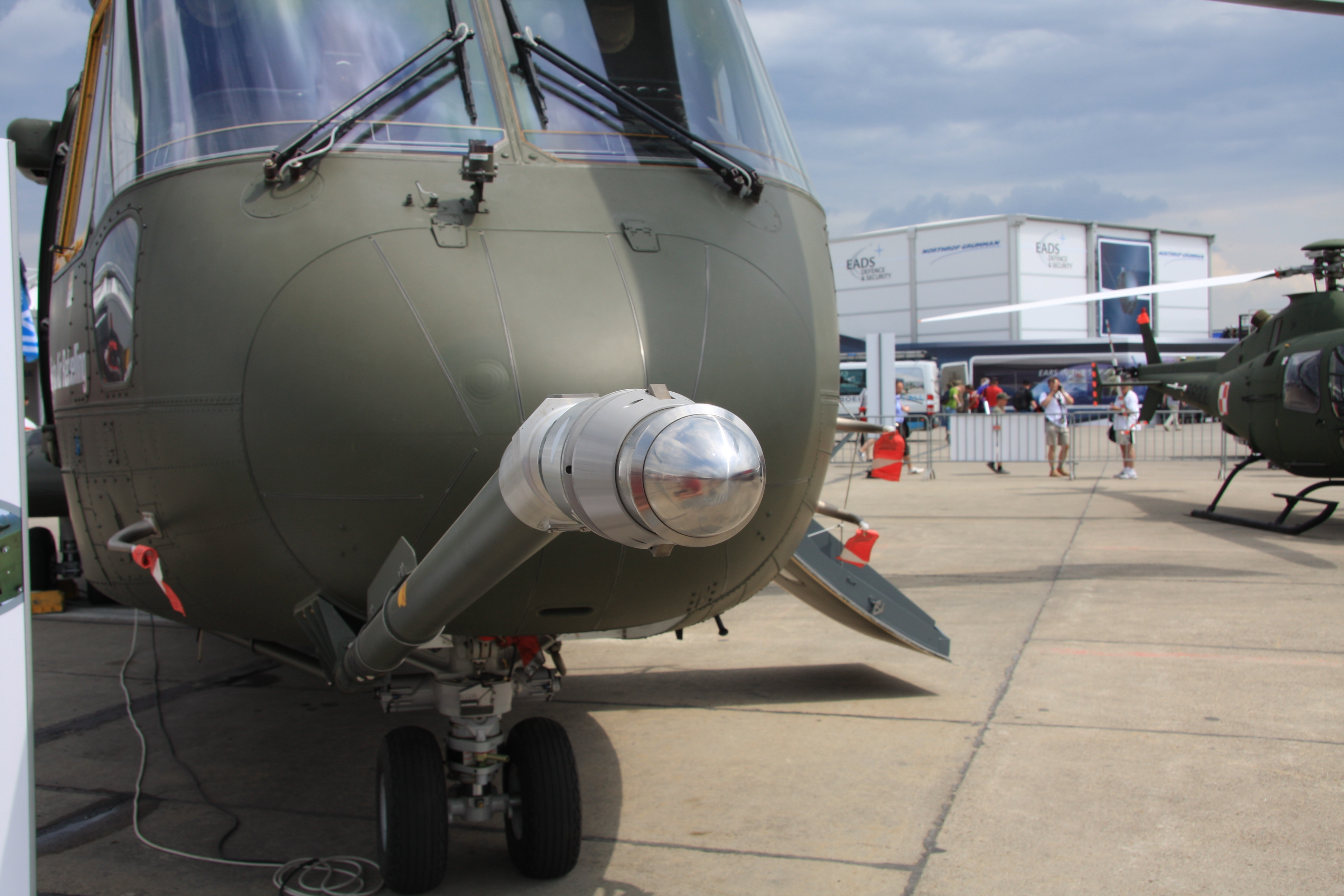
멀린 헬기의 공중급유 프로브

아구스타웨스트랜드 AW101 멀린은 영국 웨스트랜드와 이탈리아 아구스타가 합작 개발한 대형 헬리콥터이다. 1987년 10월 9일 초도비행에 성공했으며, 1999년부터 실전배치되었다. 영국 해군, 이탈리아 해군의 항공모함 조기경보기, 호위함의 대잠전 헬기로 사용된다. 일본 이즈모형 호위함에서도 사용한다.

## 아구스타웨스트랜드
1999년 3월 영국 웨스트랜드가 이탈리아 아구스타에 인수합병되어 아구스타웨스트랜드가 되었다. 아구스타웨스트랜드는 현재 이탈리아 2위의 기업이자 이탈리아 최대의 방산업체인 핀메카니카(Finmeccanica)가 소유하고 있다.

## 엔진
미국 AH-64D 롱보우 아파치의 영국 라이센스 생산 버전인 아구스타웨스트랜드 아파치(10톤)와 NH90(10톤)은 롤스로이스 터보메카 RTM322 엔진 2개를 사용하는데, 멀린(15톤)은 3개를 사용한다.
미국 AH-64D 롱보우 아파치는 제너럴 일렉트릭 T700 엔진 2개를 사용한다. 제너럴 일렉트릭 T700 엔진은 벨 AH-1W 슈퍼코브라, 벨 AH-1Z 바이퍼, 벨 UH-1Y 베놈, KAI 수리온, NH90, UH-60 블랙 호크 등이 사용하는 매우 유명한 헬기 엔진이다.

## 실전 역사

### 영국 해군
영국 해군은 44대의 멀린 대잠전 헬기를 주문했다. 처음엔 멀린 HAS.1이라고 불렀다가, 멀린 HM1으로 정식 명칭을 바꾸었다.
1997년 5월 17일 작전평가를 만족시켰으며, 2000년 6월 2일 실전배치를 시작했다. 2002년 44대의 인도가 완료되었다. 영국 해군 814 비행대대, 820 비행대대, 824 비행대대, 829 비행대대에 배치되었다. 비행대대들은 모두 콘월의 컬드로스 왕립 해군공항에 위치해 있다.
1995년 영국 해군은 5톤 링스 헬기를 퇴역시키고 15톤 멀린 헬기를 사용할 것이라고 밝혔다. 멀린이 3배나 큰 헬기여서, 오랜시간 대잠전 비행을 할 수 있다. 그러나 영국 국방부의 2010년 군사안보전략계획(Strategic Defence and Security Review)은 미래의 해상작전헬기가 15톤 멀린과 링스 최신형인 8톤 와일드캣이 될 것이라고 명시했다.

## 사용 국가

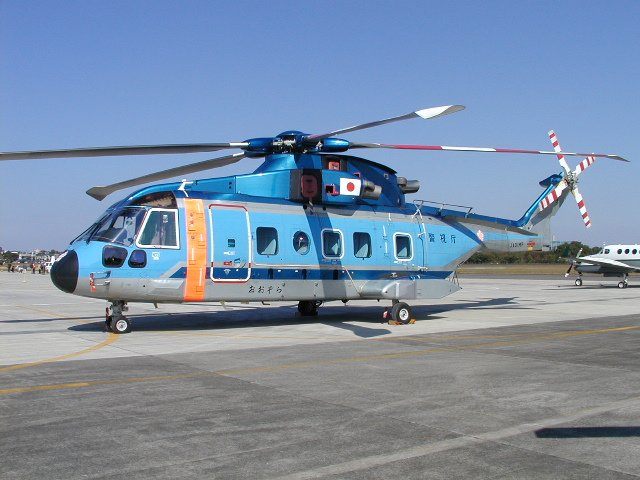
도쿄 경시청의 멀린 헬기

### 군용
알제리
 캐나다
 덴마크
 인도네시아
 이탈리아
 일본
 나이지리아
 노르웨이
 포르투갈
 사우디아라비아
 투르크메니스탄
 영국

### 경찰
일본

## 제원 (AW101 HM1)
일반 특성
- 승무원: 3-4명
- 수용량: (멀린 HM1)
  - 보병 26명 또는
  - 승객 38명 또는
  - 화물 5톤 또는
  - 침대 4개
- 수용량: (AW101)
  - 완전무장 보병 30명 (좌석) 또는
  - 완전무장 보병 45명 (입석) 또는

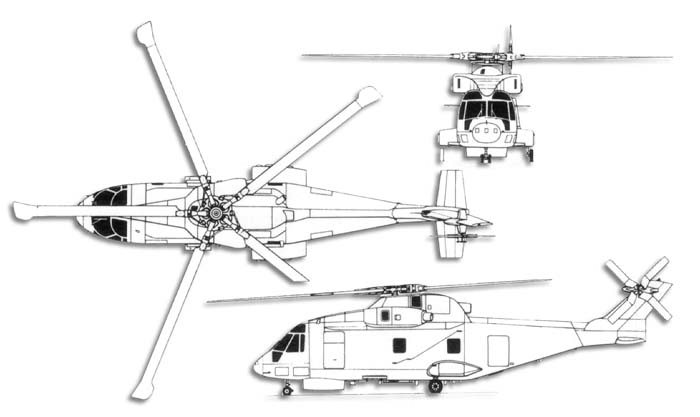
AgustaWestland EH101

  - 내부화물 3톤과 외부화물 5.5톤 또는
  - 침대 16개
- 길이: 19.53 m (64 ft 1 in)
- 로터직경: 18.59 m (61 ft 0 in)
- 높이: 6.62 m (21 ft 8¾ in)
- 로터면적: 271.51 m² (2,992.5 ft²)
- 경하중량: 10,500 kg (23,149 lb)
- 최대이륙중량: 14,600 kg (32,188 lb)
- 엔진: 3 × 롤스로이스 터보메카 RTM322-01 터보샤프트, 1,566 kW (2,100 shp) 각각

성능
- 초과금지속도: 309 km/h (167 노트, 192 mph)
- 순항속도: 278 km/h (150 노트, 167mph)
- 거리: 833 km (450 해리, 517 마일)
- 비행시간: 5시간
- 운용고도: 4,575 m (15,000 ft)

무장
- 폭탄: 4× 스팅 레이 어뢰 또는 폭뢰

항법장비
- Smiths Industries OMI 20 SEP dual-redundant 디지털 자동 비행 조종 시스템
- BAE 시스템스 LINS 300 링 레이저 자이로, Litton Italia LISA-4000 strapdown AHRS
- 셀렉스 갈릴레오 블루 케스트렐 5000 해상 탐색 레이다
- Racal Orange Reaper ESM
- 톰슨 마르코니 소나 AQS-903 acoustic processor
- 능동/수동 소노부이
- 톰슨 신트라 FLASH dipping sonar array

## 같이 보기
- 웨스트랜드 시 킹 - 영국 해군의 항공모함 조기경보기로 사용된다. 최대이륙중량이 멀린(15톤)보다 작은 10톤이다.